# Симфония (музыкальный инструмент)
Симфо́ния (др.-греч. συμφωνία, перевод арам. סוּמְפֹּנְיָא, сумпонья) — древний музыкальный инструмент, времён Вавилонского царства при царе Навуходоносоре. 
Упоминается в Ветхом Завете трижды, в кн. пророка Даниила (3:5, 3:10 и 3:15), в совершенно одинаковом контексте:
| греч. (Септуагинта) | рус. (Синод. перевод) | рус. (соврем.) |
| --- | --- | --- |
| ᾗ ἂν ὥρᾳ ἀκούσητε τῆς φωνῆς τῆς σάλπιγγος σύριγγός τε καὶ κιθάρας, σαμβύκης καὶ ψαλτηρίου καὶ συμφωνίας καὶ παντὸς γένους μουσικῶν, πίπτοντες προσκυνεῖτε τῇ εἰκόνι τῇ χρυσῇ, ᾗ ἔστησεν Ναβουχοδονοσορ ὁ βασιλεύς | в то время, как услышите звук трубы, свирели, цитры, цевницы, гуслей и симфонии и всяких музыкальных орудий, падите и поклонитесь золотому истукану, который поставил царь Навуходоносор | когда услышите звук трубы (сальпинги), сиринги, кифары, самбики, псалтерия, симфонии и всякого рода музыки, падите и поклонитесь золотому истукану, которого поставил царь Навуходоносор |

Какой конкретно музыкальный инструмент имеется в виду под «симфонией», из контекста неясно. Согласно наиболее распространённой гипотезе, имеется в виду некая разновидность колёсной лиры. Название колёсной лиры в испанском языке (в нескольких его средневековых диалектах) — zampoña / zanfonía и т.д. — этимологически связано с симфонией.
Исидор Севильский в своём труде "Этимологии", пишет:
(10) Тимпан (tympanum)85 есть шкура или кожа, натянутая на дерево с одной стороны. Он ведь есть половина симфонии, наподобие решета. Тимпаном же назван, поскольку он средний, откуда и средний [по качеству] жемчуг называется тимпаном, и в него самого, как и в симфонию, бьют палочкой.
(14) Симфония (symphonia) называется в простонародье полым деревом, и она с обеих сторон затянута кожею. Когда музыканты бьют палочками сюда и туда, в ней получается сладчайшее пение из согласия низкого и высокого [звучания].
Исидор Севильский «Этимологии, или Начала». В 20 книгах. Семь свободных искусств-2006. Книга 3, Титул III – О Музыке, стр. 137 – 138.